# Epiphellia elongata
Epiphellia elongata är en havsanemonart som beskrevs av Oscar Henrik Carlgren 1950. Epiphellia elongata ingår i släktet Epiphellia och familjen Isophelliidae. Inga underarter finns listade i Catalogue of Life.